# Я вам не негр
«Я вам не негр» (англ. I Am Not Your Negro) — документальний фільм 2016 року режисера Рауля Пека спільного виробництва Франції, США, Бельгії та Швейцарії, заснований на незавершеному рукописі Джеймса Болдуїна «Пам'ятай цей будинок» (англ. Remember This House). Стрічка була номінована на премію «Оскар» 2017 року за найкращий документальний фільм та отримала низку інших фестивальних та професійних кінонагород .

## Сюжет
Фільм оповідає про історію расизму в США крізь призму спогадів Джеймса Болдуїна про борців за громадянські права Медгара Еверса, Малколма Ікс і Мартіна Лютера Кінга та містить спостереження Болдуїна на тему американської історії.

## Знімальна група
- Автор сценарію — Рауль Пек
- Режисер-постановник — Рауль Пек
- Продюсери — Ремі Греллі, Ебер Пек, Рауль Пек
- Продюсери-консультанти — Одрі Розенберг, Емі Шацьки-Гембрілл
- Співпродюсери — Джоел Бертосса, Патрік Кіне
- Оператори — Генрі Адебоноджо, Білл Росс IV, Тернер Росс
- Композитор — Олексій Айгі
- Монтаж — Александра Штраусс

## Нагороди та номінації
| Список нагород та номінацій (Список не є вичерпним) | Список нагород та номінацій (Список не є вичерпним) | Список нагород та номінацій (Список не є вичерпним)        | Список нагород та номінацій (Список не є вичерпним) | Список нагород та номінацій (Список не є вичерпним) | Список нагород та номінацій (Список не є вичерпним) |
| Кінофестиваль/Кінопремія                            | Рік                                                 | Категорія                                                  | Номінант(и)                                         | Результат                                           | Дж                                                  |
| --------------------------------------------------- | --------------------------------------------------- | ---------------------------------------------------------- | --------------------------------------------------- | --------------------------------------------------- | --------------------------------------------------- |
| Міжнародний кінофестиваль у Торонто                 | 2016                                                | народний вибір — Найкращий документальний фільм            | Я вам не негр                                       | Перемога                                            |                                                     |
| Міжнародний кінофестиваль у Чикаго                  | 2016                                                | Приз глядацьких симпатій за найкращий документальний фільм | Я вам не негр                                       | Перемога                                            |                                                     |
| Гемптонський міжнародний кінофестиваль              | 2016                                                | Приз за найкращий фільм                                    | Я вам не негр                                       | Номінація                                           |                                                     |
| Гемптонський міжнародний кінофестиваль              | 2016                                                | Приз глядацьких симпатій за найкращий документальний фільм | Я вам не негр                                       | Перемога                                            |                                                     |
| Премія «Готем»                                      | 2016                                                | Найкращий документальний фільм                             | Я вам не негр                                       | Номінація                                           |                                                     |
| Премія «Готем»                                      | 2016                                                | Приз аудиторії                                             | Я вам не негр                                       | Номінація                                           |                                                     |
| Міжнародна асоціація документального кіно           | 2016                                                | Найкращий фільм                                            | Я вам не негр                                       | Номінація                                           |                                                     |
| Міжнародна асоціація документального кіно           | 2016                                                | Найкращий сценарій                                         | Джеймс Болдуїн, Рауль Пек                           | Перемога                                            |                                                     |
| Міжнародна асоціація документального кіно           | 2016                                                | Нагорода Video Source                                      | Рауль Пек                                           | Номінація                                           |                                                     |
| Асоціація кінокритиків Лос-Анджелеса                | 2016                                                | Найкращий документальний/не ігровий фільм                  | Я вам не негр                                       | Перемога                                            |                                                     |
| Спільнота кінокритиків Сан-Франциско                | 2016                                                | Найкращий документальний фільм                             | Я вам не негр                                       | Перемога                                            |                                                     |
| Village Voice Film Poll                             | 2016                                                | Найкращий документальний фільм                             | Я вам не негр                                       | Номінація                                           |                                                     |
| Філадельфійський кінофестиваль                      | 2016                                                | Приз журі за найкращий документальний фільм                | Я вам не негр                                       | Перемога                                            |                                                     |
| Філадельфійський кінофестиваль                      | 2016                                                | Приз аудиторії — Найкращий фільм                           | Я вам не негр                                       | Перемога                                            |                                                     |
| Премія «Оскар»                                      | 2017                                                | Найкращий документальний фільм                             | Я вам не негр                                       | Номінація                                           |                                                     |
| Берлінський міжнародний кінофестиваль               | 2017                                                | Приз глядачів — Панорама                                   | Я вам не негр                                       | Перемога                                            |                                                     |
| Берлінський міжнародний кінофестиваль               | 2017                                                | Приз екуменічного журі                                     | Я вам не негр                                       | Перемога                                            |                                                     |
| Берлінський міжнародний кінофестиваль               | 2017                                                | Премія «Тедді» — Найкращий документальний фільм            | Я вам не негр                                       | Номінація                                           |                                                     |
| Спільнота кінокритиків Дубліна                      | 2017                                                | Найкращий документальний фільм                             | Я вам не негр                                       | Перемога                                            |                                                     |
| Премія Незалежний дух                               | 2017                                                | Найкращий документальний фільм                             | Я вам не негр                                       | Номінація                                           |                                                     |
| Портлендський міжнародний кінофестиваль             | 2017                                                | Приз аудиторії — Найкращий документальний фільм            | Я вам не негр                                       | Перемога                                            |                                                     |
| Приз Луї Деллюка                                    | 2017                                                | Найкращий фільм                                            | Я вам не негр                                       | Номінація                                           |                                                     |
| Фестиваль документального кіно в Салоніках          | 2017                                                | Приз Amnesty International                                 | Рауль Пек                                           | Перемога                                            |                                                     |
| Лондонське коло кінокритиків                        | 2018                                                | Документальний фільм року                                  | Я вам не негр                                       | Перемога                                            |                                                     |
| Премія BAFTA                                        | 2018                                                | Найкращий документальний фільм                             | Я вам не негр                                       | Перемога                                            |                                                     |
| Премія «Сезар»                                      | 2018                                                | Найкращий документальний фільм                             | Я вам не негр                                       | Перемога                                            | [ 6 ] [ 7 ]                                         |